# 陈通
陈通（1972年10月—），男，汉族，四川平昌人，中华人民共和国政治人物，中国共产党党员。曾任中华人民共和国文化和旅游部非物质文化遗产司司长、上海市人民政府副市长。现任中共上海市委常委、统战部部长。

## 生平
陈通15岁考入四川師範大學歷史系。1992年，他进入北京大学历史学系攻读硕士研究生，1995年毕业。他的硕士导师是何顺果，硕士论文题目为《论美国六十年代的“反文化”》。
1995年毕业后，陈通参加工作。他长期在中华人民共和国文化部任职，曾任文化市场司音像电影处处长、稽查指导处处长、文化市场综合执法办公室（文化市场执法指导监督处）主任（处长）、文化市场司副司长。2010年7月，应中共中央组织部要求，文化部派陈通与另外一位干部赴青海省支援建设三年，陈通出任青海省文化和新闻出版厅副厅长。支援计划结束后，陈通返回北京，出任文化部文化市场司司长，后担任非物质文化遗产司司长。2018年，文化部与国家旅游局改组为中华人民共和国文化和旅游部，陈通继续担任文化和旅游部非物质文化遗产司司长。
2020年8月18日，上海市人大常委会同意陈通出任上海市副市长。陈通在上海市的八位副市长中排名最后。履新时，他是上海市党政班子最年轻的成员，政府班子中唯一一位70后（市中共党委班子中另有一位70后诸葛宇杰）。
2022年6月，当选为中共上海市委常委，同时兼任市委统战部部长。

## 爭議
2022年，上海爆发2019冠狀病毒病聚集性疫情，时任上海市副市长兼市疫情防控领导小组生活物资保障专班负责人的陈通前往宅小区视察时，现场图片显示他的双手收藏在袖子里面，且用消毒布包裹不接触居民及物资，引发争议。